# Can Tayeda
|  | No s'ha de confondre amb Can Talleda. |

Can Tayeda és un edifici al carrer del raval al municipi d'Anglès, obert durant el segle xvii, una de les sortides tradicionals del Castell d'Anglès. Catalogat a l'Inventari del Patrimoni Arquitectònic de Catalunya, es tracta d'un immoble de dues plantes i golfes, entre mitgeres i ubicat al costat esquerre del carrer del Raval. L'edifici està cobert amb una teulada a dues aigües de vessants a façana. Respon a la tipologia de casa medieval.
En la planta baixa hi ha tres obertures: en primer lloc, el gran portal adovellat d'arc de mig punt amb unes dovelles de grandària mitjana però ben escairades. La clau de volta recull un símbol - segurament una creu- i una inscripció molt deteriorada en la qual només es deixen entreveure algunes inicials molt desdibuixades. En segon lloc tenim un portal d'accés secundari d'arc de mig punt però que no ha rebut cap tipus d'emmarcament o tractament singular. Finalment hi ha una finestra rectangular amb llinda monolítica i muntants de pedra. La llinda recull una inscripció interessant però bastant malmesa que diu:
FRANCESC (...)

(...) ME FECIT

AVE MARIA SIN PECADO

16 CONCE BIDA 90

Pel que fa al primer pis o planta noble, aquest recull quatre obertures de tipologia similar, és a dir: rectangulars, amb llinda monolítica conformant un arc pla, muntants de pedra ben escairats i ampit treballat. Les tres finestres centrals recullen en la llinda una data idèntica, com és la de 1661.
Finalment, el segon pis exerciria les tasques de golfes i s'ha projectat en la façana en quatre obertures -tres de rectangulars i una de mig punt- bastant irrellevants, ja que no han rebut cap mena de treball especial.